# Ordine gigante

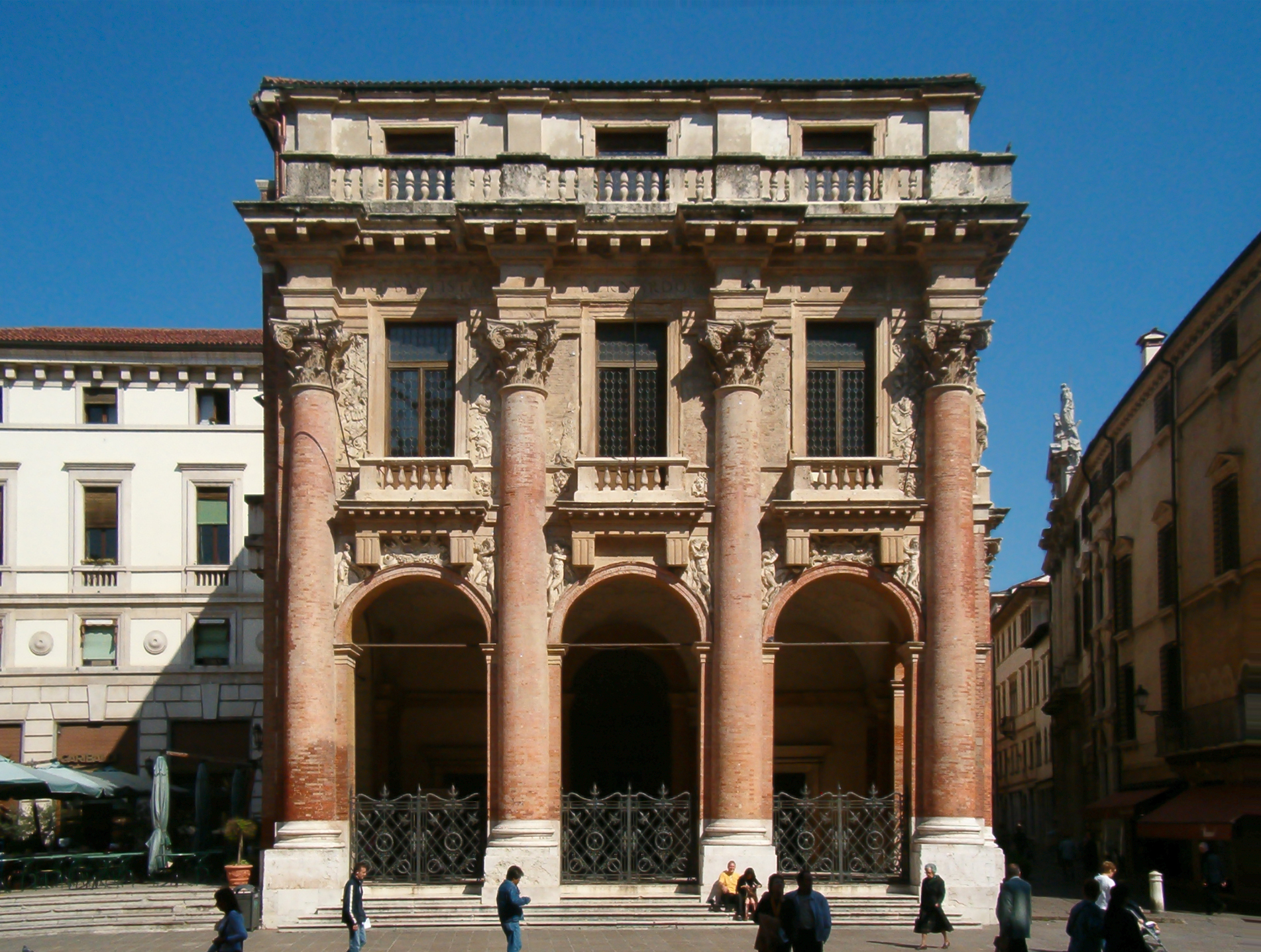
Loggia del Capitanio, Vicenza, ordine gigante

In architettura, l'ordine gigante o ordine colossale è una disposizione particolare di colonne o pilastri, per cui questi si estendono, nella loro altezza, per più di un piano, o per diversi livelli di altezza in una facciata.
Differisce dalla disposizione classica, comune fin dall'architettura romana per gli edifici a più piani, laddove normalmente l'altezza di una colonna corrispondeva a quella di un piano, creando ordini sovrapposti (come si può osservare nel Colosseo). Nonostante il fatto che anche in età antica vi siano state costruzioni le cui strutture si avvicinavano all'ordine gigante, bisogna dire che questa struttura fu seriamente teorizzata e propagata nell'architettura rinascimentale.
Importanti furono innanzitutto i contributi di Leon Battista Alberti, il quale la sperimentò intorno al 1470 per la Basilica di Sant'Andrea (Mantova), ma tra i primi esempi più significativi, va ricordato soprattutto il Palazzo dei Conservatori di Michelangelo a Roma.
Di ampio uso nell'architettura barocca ed in quella neoclassica, viene citato anche nell'architettura postmoderna.

## Galleria d'immagini

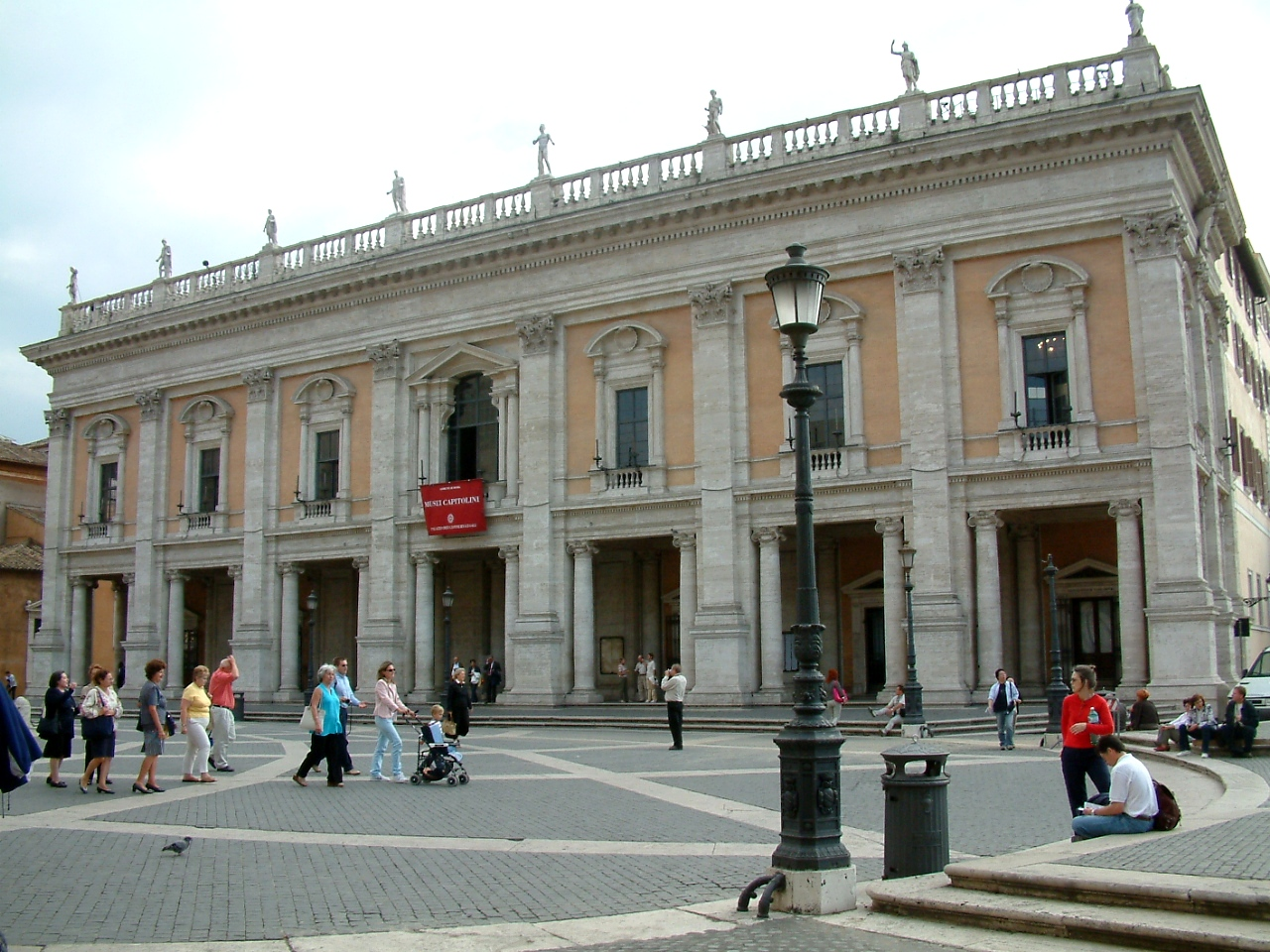
Facciata del Palazzo dei Conservatori, Roma
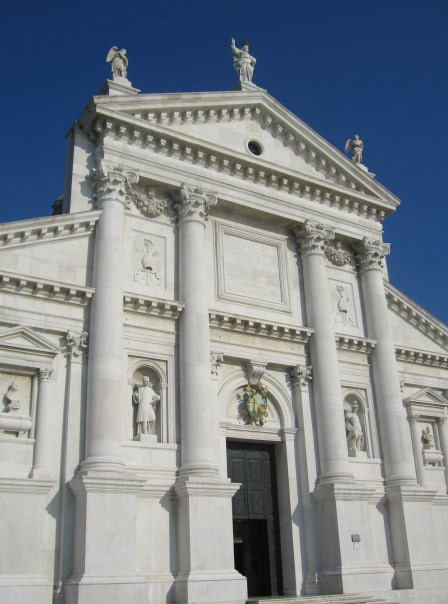
Basilica di San Giorgio Maggiore, Venezia
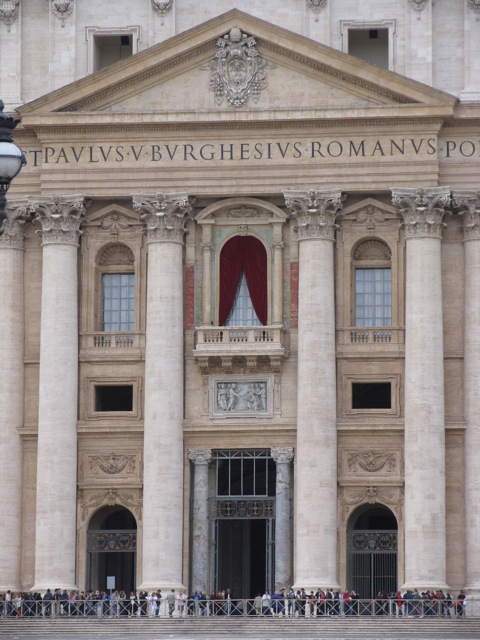
Basilica di San Pietro, Roma
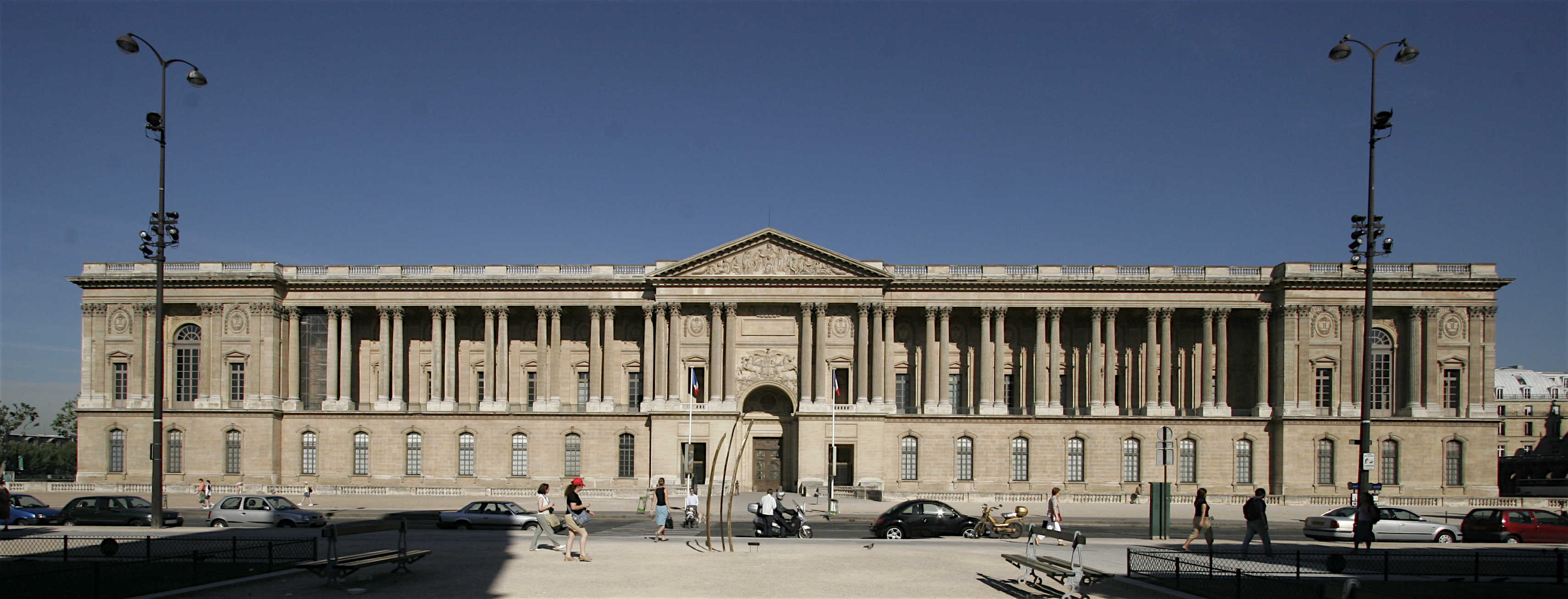
Louvre, facciata orientale, Parigi